# Isozoanthus
Isozoanthus is een geslacht van neteldieren uit de klasse van de Anthozoa (bloemdieren).

## Soorten
- Isozoanthus africanus Carlgren, 1923
- Isozoanthus altisulcatus Carlgren, 1939
- Isozoanthus arborescens Danielssen, 1890
- Isozoanthus arenosus Carlgren, 1923
- Isozoanthus bulbosus Carlgren, 1913
- Isozoanthus capensis Carlgren, 1938
- Isozoanthus davisi Carlgren, 1913
- Isozoanthus dubius Carlgren, 1913
- Isozoanthus giganteus Carlgren in Chun, 1903
- Isozoanthus gilchristi Carlgren, 1938
- Isozoanthus ingolfi Carlgren, 1913
- Isozoanthus islandicus Carlgren, 1913
- Isozoanthus magninsulosus Carlgren, 1913
- Isozoanthus multinsulosus Carlgren, 1913
- Isozoanthus primnoidus Carreiro-Silva, Braga-Henriques, Sampaio, de Matos, Porteiro & Ocana, 2010
- Isozoanthus sulcatus Gosse, 1859
- Isozoanthus valdivae Carlgren, 1923